# 白間美瑠
白間 美瑠（しろま みる、1997年〈平成9年〉10月14日 - ）は、日本の歌手、タレント、グラビアアイドル、ラジオパーソナリティ、モデル、YouTuber。女性アイドルグループNMB48の元メンバーである。AKB48チームAの元兼任メンバー。
大阪府出身。個人事務所「株式会社Fcontinue」（エフ・コンティニュー）所属。所属レーベルはユニバーサルシグマ（ユニバーサル ミュージック）。

## 来歴
2010年
- 9月20日、『NMB48オープニングメンバーオーディション』に合格（応募総数7,256名、最終合格者26名）。
- 10月9日、『Visit Zooキャンペーン応援プロジェクト AKB48 東京秋祭り supported by NTTぷらら』にてNMB48第1期研究生26名の1人として披露され、活動を開始する。

2011年
- 1月1日、大阪市・難波のNMB48劇場において、『NMB48 1期生「誰かのために」』公演を開始、選抜メンバー16名のうちの1人として劇場公演デビューを果たした。
- 3月10日、NMB48第1期研究生25名の中から16人のうちの1人としてチームNのメンバーに選出された。

2014年
- 2月24日、Zepp DiverCityで開催された『AKB48グループ大組閣祭り』において、チームMへの異動が発表された。
- 4月22日、チームMに異動。
- 5月から6月にかけて実施された『AKB48 37thシングル 選抜総選挙』では43位で、ネクストガールズに選出された。
- 9月30日、パシフィコ横浜国立大ホールで行われたNMB48の全国ツアー『NMB48 Tour 2014 In Summer 世界の中心は大阪や 〜なんば自治区〜』の最終公演において、同年11月5日発売のNMB48の10枚目のシングル「らしくない」で矢倉楓子とともに表題曲のダブルセンターを務めることが発表された。前作までセンターを務めた山本彩に代わって、矢倉とともに自身初のシングル表題曲でのセンターポジション獲得となった。

2015年
- 3月26日、さいたまスーパーアリーナで行われた『AKB48 春の単独コンサート〜ジキソー未だ修行中!〜』においてAKB48チームAとの兼任が発表された。
- 5月から6月にかけて実施された『AKB48 41stシングル 選抜総選挙』では34位で、ネクストガールズに選出された。
- 3月に発表された春の単独コンサートでの「春の人事異動」は、9月1日実施となった（「AKB48#編組略史」の2015年「春の人事異動」を参照）。

2016年
- 5月から6月にかけて実施された『AKB48 45thシングル 選抜総選挙』では24位で、アンダーガールズに選出された。
- 12月31日、第67回NHK紅白歌合戦にはAKB48のメンバーとして出演。番組企画として実施された「夢の紅白選抜」で15位に選出。

2017年
- 5月から6月にかけて実施された『AKB48 49thシングル 選抜総選挙』では12位で、選抜総選挙において初めて選抜メンバーに選出された。
- 8月2日発売のアルバム『難波愛〜今、思うこと〜』のリードトラック「まさかシンガポール」で単独センターに選出。
- 12月8日、AKB48劇場12周年公演でグループ内の組閣が行われ、AKB48チームAとの兼任解除が発表された。
- 12月27日発売の17thシングル「ワロタピーポー」で自身初のシングル単独センターに選出。

2018年
- 5月16日の『M.T.に捧ぐ』公演の千秋楽をもってAKB48との兼任を終了。
- 6月15日より韓国のオーディション番組『PRODUCE 48』に参加。2018年7月13日放送の第1回目の視聴者投票では16位にランクインした。

2019年
- 6月19日、ファースト写真集「LOVE RUSH」を発売。

2020年
- 11月30日、新型コロナウイルスへの感染を公表。
- 12月8日、体調回復を報告。

2021年
- 3月2日、オリックス劇場で行われた『NAMBATTLE〜戦わなNMBちゃうやろっ!〜』決勝大会において、グループからの卒業を発表した。これによりNMB48結成メンバーである1期生は全員が卒業することになる。
- 5月30日に大阪城ホールで開催予定だった卒業コンサートは、新型コロナウイルス感染拡大防止のために発出された緊急事態宣言の期限が5月31日まで延長したことを受け、開催が延期された。
- 8月15日、『NMB48 白間美瑠卒業コンサート 〜みるるん、さるるん、ありがとう〜』が大阪城ホールで開催された。
- 8月31日、NMB48劇場で卒業公演を行い、11年間のアイドル生活を終えた。
- 11月12日、オフィシャルファンクラブ「白間ん家」の開設を発表。

2022年
- 1月14日、ユニバーサル ミュージック内レーベルのユニバーサルシグマからソロデビューすることが明かされる。
- 4月8日より放送開始のラジオ大阪・ミクチャの新ワイド番組『サクラバシ919』の金曜パーソナリティを務める。
- 7月6日、1stシングル「Shine Bright」でソロデビュー。
- 11月30日、2ndシングル「MELTY」を発売。

2023年
- 5月25日、韓国・Mnetのガールズグループサバイバルオーディション番組『QUEENDOM PUZZLE』に出演することが同局『M COUNTDOWN』放送内で発表。同じ前者番組に出演するRocket Punchのジュリ（高橋朱里、元AKB48）らと共に参加したシグナルソング「SNAP」のパフォーマンスビデオが後者番組内で公開された。白間本人もInstagramを更新し、番組出演を日本語と韓国語で報告した。
- 6月2日、Pocochaのライブ配信を始める。
- 6月7日、3rd写真集「Aventure（アヴァンチュール）」を発売。
- 6月13日、『QUEENDOM PUZZLE』（Mnet・ABEMA）放送開始。

## 人物
- 愛称は、みるるん[44][45]。
- キャッチフレーズは「ねぇねぇ、みるの? みないの? どっちかな? （みるー!） 美瑠もみーんなのことみるみる!」である[46]。
- 3人姉弟の次女。4学年上の姉が1人、6学年下の弟が1人いる[47]。
- 好きな食べ物はチョコレート、カレーライス、ラーメン[48]。大のケチャップ好き[46]。
- 『キングダム』の大ファン[49]。妖怪フリーク[50]。
- 長所は、いつも明るく元気なところ[46]。
- 趣味はアイススケート[46]、スナック巡り[51]。
- 特技は、鉄棒、マット、跳び箱、変顔[46]。
- 元々アイドルは好きではなく、「ぶりっ子やな」と思い、アイドルの出るテレビ番組も、アイドルが主人公のアニメも観ないようにしていたという[52]。
- Google+における、AKB48グループの部活動では演劇部に所属している[53]。
- ファンの間では「野生児」として知られている[54]。プライベートでは全裸で過ごしており[55]、グラビアアイドル仕事にも抵抗がなかった[56]。グラビアをはじめとする水着仕事に出会わなければ、冴えないままMNBを早々に卒業していた、自分の意識と表現を高められる場所と説明している[56]。

### NMB48
- 周囲から「妹キャラ」と呼ばれる甘えん坊で、「NMB48の中で一番泣き虫なのは、たぶん私」と自認している[48]。
- NMBのオーディションを受けようと思った きっかけについて本人曰く、「オーディションは母の友達が教えてくれて、受けてみたかったけど、無理だろうと思っていたら姉が机の上に応募用紙を置いてくれて、それでやってみようと思った」との事[57]。元々ティーン誌のモデルをしていたということもあって華やかな世界に憧れていたこともあり、どこか無料で入れる所ないかなと思っていたら、前述の母の友達が教えてくれたとも話している[52]。
- 門脇佳奈子と木下春奈とは『なにわなでしこ』の最終回でトリオ漫才を披露したこともある[58]。
- 「キングオブコント2012」に小谷里歩、近藤里奈とトリオを組んで出場する。たむらけんじに命名されたトリオ名は「TMR48」[59]。

## NMB48・AKB48等での参加曲

### シングル選抜曲
NMB48名義
- 絶滅黒髪少女
  - 青春のラップタイム
  - 待ってました、新学期 - 「紅組」名義
  - 三日月の背中
- オーマイガー!
  - 僕は待ってる
  - 捕食者たちよ - 「紅組」名義
  - 嘘の天秤 - 「NMBセブン」名義
- 純情U-19
  - 右へ曲がれ! - 「紅組」名義
- ナギイチ
  - 僕がもう少し大胆なら - 「紅組」名義
- ヴァージニティー
  - 妄想ガールフレンド
- 北川謙二
- 僕らのユリイカ
  - 届かなそうで届くもの
  - ひな壇では僕の魅力は生きないんだ - 「難波鉄砲隊其之参」名義
- カモネギックス
- 高嶺の林檎
  - 山へ行こう - 「難波鉄砲隊其之伍」名義
- らしくない（矢倉楓子とのWセンター）
  - 右にしてるリング - 「Team M」名義
- Don't look back!
  - 卒業旅行
  - ハート、叫ぶ。 - 「Team M」名義
- ドリアン少年
  - 僕だけのSecret time - 「Team M」名義
- 「Must be now」に収録
  - 片想いよりも思い出を…
  - Good-bye、Guitar - 「Team M」名義
- 甘噛み姫
  - 恋を急げ - 「Team M」名義
  - 道頓堀よ、泣かせてくれ!
- 僕はいない
  - 最後の五尺玉 - 「Team M」名義
- 僕以外の誰か
  - 恋は災難 - 「Team M」名義
- ワロタピーポー（センター）
  - 本当の自分の境界線 - 「Team M」名義
- 欲望者
  - 四字熟語ガールズ - 「Team M」名義
  - 誤解
- 僕だって泣いちゃうよ
  - True Purpose - 「Team M」名義
- 床の間正座娘（センター）
  - 嘘をつく理由 - 「Team M」名義
  - ピンク色の世界
  - 2番目のドア
- 母校へ帰れ!（センター）
  - パンパン パパパン  - 「Team M」名義
- 初恋至上主義
  - 真正面 – 「Team M」名義
- だってだってだって
  - イケナイコト  - 「白間美瑠」名義（ソロ楽曲）
  - 青春はブラスバンド  - 「Team M」名義
- 恋なんかNo thank you!
  - アイラブ豚まん
  - 我が友よ 全力で走ってるか? - 「Team M」名義
- シダレヤナギ（センター）
  - 落とし穴
  - いつもの椅子 - 「白間美瑠」名義（ソロ楽曲）

AKB48名義
- 「ギンガムチェック」に収録
  - あの日の風鈴 - 「ウェイティングガールズ」名義
- 「永遠プレッシャー」に収録
  - HA! - 「NMB48」名義
- 「鈴懸の木の道で「君の微笑みを夢に見る」と言ってしまったら僕たちの関係はどう変わってしまうのか、僕なりに何日か考えた上でのやや気恥ずかしい結論のようなもの」に収録
  - 君と出会って僕は変わった - 「NMB48」名義
- 「前しか向かねえ」に収録
  - 昨日よりもっと好き - 「Smiling Lions」名義
- 「心のプラカード」に収録
  - ひと夏の反抗期 - 「ネクストガールズ」名義
- 希望的リフレイン
- 「Green Flash」に収録
  - ヤンキーロック
  - パンキッシュ - 「NMB48」名義
- 「ハロウィン・ナイト」に収録
  - 水の中の伝導率 - 「ネクストガールズ」名義
- 「唇にBe My Baby」に収録
  - やさしい place - 「Team A」名義
  - マドンナの選択 - 「れなっち総選挙選抜」名義
- 「君はメロディー」に収録
  - しがみついた青春 - 「NMB48」名義
  - M.T.に捧ぐ - 「横山Team A」名義
- 翼はいらない
  - Set me free - 「Team A」名義
- 「LOVE TRIP/しあわせを分けなさい」に収録
  - 光と影の日々
  - 伝説の魚 - 「アンダーガールズ」名義
- 「ハイテンション」に収録
  - また あなたのことを考えてた - 「チームボーカル」名義
- シュートサイン
  - 真夜中の強がり - 「NMB48」名義
- 願いごとの持ち腐れ
  - 点滅フェロモン
- #好きなんだ
  - ギブアップはしない - 「道頓堀白間」として参加
- 11月のアンクレット
  - 予想外のストーリー - 「ボーカル選抜」名義
- ジャーバージャ
  - 下手を打つ - 「NMB48」名義
- Teacher Teacher
- 「センチメンタルトレイン」に収録
  - サンダルじゃできない恋 - 「アンダーガールズ」名義
- NO WAY MAN
- ジワるDAYS
- サステナブル
- 失恋、ありがとう
  - 愛する人

### アルバム選抜曲
NMB48名義
- 『てっぺんとったんで!』に収録
  - てっぺんとったんで!
  - 12月31日
  - Lily - 「team N」名義
  - なめくじハート - 「超アイドル選抜」名義
- 『世界の中心は大阪や 〜なんば自治区〜』に収録
  - イビサガール
  - “生徒手帳の写真は気に入っていない”の法則
  - 夏の催眠術 - 「Team M」名義
  - ピーク
- 『難波愛〜今、思うこと〜』に収録
  - まさかシンガポール
  - 難波愛
  - 僕は愛されてはいない - ソロ楽曲

AKB48名義
- 『ここにいたこと』に収録
  - ここにいたこと - 「AKB48+SKE48+SDN48+NMB48」名義
- 『1830m』に収録
  - 青空よ 寂しくないか? - 「AKB48+SKE48+NMB48+HKT48」名義
- 『ここがロドスだ、ここで跳べ!』に収録
  - ここがロドスだ、ここで跳べ!
- 『0と1の間』に収録
  - Clap - 「Team A」名義
- 『サムネイル』に収録
  - すべては途中経過
- 『僕たちは、あの日の夜明けを知っている』に収録
  - 靴紐の結び方
  - Mystery Line

### 未音源化曲
AKB48 チームサプライズ名義
ぱちスロAKB48 勝利の女神
- ラスベガスで結婚しよう
- ヘビーローテーション
- AKBフェスティバル

ぱちんこ AKB48-3 誇りの丘公演
- 誇りの丘

### その他の参加楽曲
PRODUCE 48名義
- NEKKOYA (PICK ME)
- 『PRODUCE 48 - 30 Girls 6 Concepts』に収録
  - Rollin' Rollin' - 「Love Potion」名義
- 『PRODUCE 48 - FINAL』に収録
  - 好きになっちゃうだろう?
  - 夢を見ている間

### 劇場公演ユニット曲
NMB48名義
チームN 1st Stage「誰かのために」
- 投げキッスで撃ち落せ!
- 制服が邪魔をする

チームN 2nd Stage「青春ガールズ」
- 雨の動物園
- ふしだらな夏

 チームN 3rd Stage「ここにだって天使はいる」
- おNEWの上履き
- 初めての星
- 100年先でも

チームM 2nd Stage「RESET」
- 逆転王子様
- 奇跡は間に合わない（2ND UNIT）

チームM 「アイドルの夜明け」公演
- 残念少女
- 天国野郎（2ND UNIT）

チームM 3rd Stage「誰かのために」
- Bird
- 制服が邪魔をする

AKB48名義
チームA 7th Stage「M.T.に捧ぐ」
- She's gone

## 作品

### シングル
|                    | リリース日         | タイトル           | 最高位             | 販売形態           | 規格品番            | 形態               | 備考               |
| ユニバーサルシグマ | ユニバーサルシグマ | ユニバーサルシグマ | ユニバーサルシグマ | ユニバーサルシグマ | ユニバーサルシグマ  | ユニバーサルシグマ | ユニバーサルシグマ |
| ------------------ | ------------------ | ------------------ | ------------------ | ------------------ | ------------------- | ------------------ | ------------------ |
| 1                  | 2022年7月6日       | Shine Bright       | 13位               | CD CD+DVD          | UMCK-5714 UMCK-7166 | 通常盤 初回限定盤  |                    |
| 2                  | 2022年11月30日     | MELTY              | 28位               | CD CD+DVD          | UMCK-5721 UMCK-7186 | 通常盤 初回限定盤  |                    |

## 出演

### テレビドラマ
- マジすか学園4 第5・6話（2015年2月17日・24日、日本テレビ） - シロギク 役
- マジすか学園5（2015年8月25日、日本テレビ）[注 1] - シロギク 役[61]
- AKBホラーナイト アドレナリンの夜 第15話「穴」（2015年11月26日、テレビ朝日） - 主演・遥香 役[62]
- キャバすか学園（2016年10月30日 - 2017年1月15日、日本テレビ） - シロギク 役[63]
- 豆腐プロレス（2017年1月22日 - 7月2日、テレビ朝日） - 白間美瑠 / 道頓堀白間 役[64][65][66]
- コンビニ★ヒーローズ〜あなたのSOSいただきました!!〜 最終話（2022年12月14日、関西テレビ / 12月25日、BSフジ・BSフジ4K） - 福山 役[67]
- 極限夫婦 第2章「玉川夫婦の場合」（2024年2月9日 - 23日、関西テレビ） - 飯島由香 役[68]

### バラエティ番組
- ピラメキーノ640（2015年1月 - 9月30日、不定期出演、テレビ東京） - 「カプリコ一発ギャグ選手権」
- 発見!仰天!!プレミアもん!!! 土曜はダメよ!（2015年6月13日 - 2021年10月2日、読売テレビ）
- 第1話（2019年4月22日 - 5月20日・6月16日 - 7月7日、朝日放送テレビ） - 白間美瑠 役[69]
  - シーズン1 #6 ミステリードラマ「ジョジュと陸のあとだしミステリファイル」（5月27日） - 阿笠ジョジュ 役
  - シーズン1 #12 刑事ドラマ「刑事たち」（7月7日） - スケバン刑事 役
  - シーズン2 #12 マイナー部活青春ドラマ「連鎖がるっ!」（10月4日） - 因幡果 役
- NMB48白間美瑠の金メダル獲ったんで!（2019年8月30日、テレ朝チャンネル1）[70][71]
- 銀シャリ&ジャルジャルで映画とってもろてん 全鰻監督 鰻を止めるな!（2021年5月14日、ABCテレビ） - 第一発見者 役[72]
- テレ東卓球塾はじめます（2022年2月5日 - 3月26日、テレビ東京） - 第1期塾生として[73]
  - テレ東卓球塾～ひとラリー、いっとくぅぅぅ?～（2022年4月10日 - 、テレビ東京） - VTRレギュラー
- 古家正亨のKスタ学園（2022年3月13日 - 、BS12 トゥエルビ） - 生徒 役[74][75]

### 情報番組
- 歴史秘話ヒストリア「"愛と悲しみの大奥物語" ～女の園に生きた 絵島の恋～」Episode2（2016年5月6日、NHK総合） - 月光院 役[76]

### 音楽番組
- カミオト－上方音祭－（2022年5月28日、読売テレビ） - 「Shine Bright」を歌唱
- バズリズム02（2022年7月8日、日本テレビ） - 同上
- カミオト夜（2022年12月23日、読売テレビ） - ロケーションゲスト
- QUEENDOM PUZZLE（2023年6月13日 - 8月15日、Mnet）[注 2][77]

### WEBテレビ番組
- マジすか学園5（2015年8月25日 - 10月27日、Hulu）[注 1] - シロギク 役[61]
- AKBラブナイト 恋工場 第2話「禁断のイタズラ」（2016年4月21日、ビデオパス・テレ朝動画） - 主演・文香 役[78]
- 今日、好きになりました。 第13弾（2018年11月26日 - 12月24日、AbemaTV） - 見届け人[79]
- みるるんのお絵かきスイーツ！（2020年9月5日 - 、cookpadLive）[80]
- サクラバシ919（2022年4月8日 - 2023年3月31日、ミクチャ）[注 3] - 金曜パーソナリティ[29]
- TIMEX TV（2022年6月3日 - 、YouTube） - アシスタント[81]
- QUEENDOM PUZZLE（2023年6月13日 - 8月15日、ABEMA[注 4]・Mnet Smart+[注 2]）[82][77]
- 私たち結婚しました5（2024年3月15日 - 5月17日、ABEMA） - VTRキャスト[83][84]

### ラジオ番組
- サクラバシ919（2022年4月8日 - 2023年3月31日、ラジオ大阪）[注 5] - 金曜パーソナリティ[29]

### 舞台
- リーディングシアター「恋工場」（2016年9月23日、ベルサール渋谷ガーデン Cホール）[85]
- 博多座開場20周年記念公演「仁義なき戦い〜彼女（おんな）たちの死闘編〜」（2019年11月16日 - 24日、博多座） - 坂井鉄也（松方弘樹） 役[86]

### 映画
- NMB48 げいにん!THE MOVIE お笑い青春ガールズ!（2013年8月1日、よしもとクリエイティブ・エージェンシー）

### CM
- 江崎グリコ ジャイアントカプリコ / カプリコ（2015年 - 2019年） - ロバートと共演。
  - 「デッカプリコキャンペーン」篇・「食べるとみせかけて」篇（2015年3月10日 - ）[87]
  - 「空からピカピカでっカプリコ」篇（2016年3月22日 - ）[88]
  - 「福がきた」篇（2017年3月 - ）[89]
  - 「こどもカプ式会社 しゃいん ぼしゅう」篇・「たいへんよくカプばりました」篇（2018年4月 - ）
  - 「カプロボX」篇（2019年3月 - ）
- カーベル（2017年 - ）
  - 新車市場 / 100円レンタカー（2017年6月11日 - ） - 『豆腐プロレス』とのコラボレーションCMで、道頓堀白間として出演[90][91]

### 広告
- ライトオン BHPC(ビバリーヒルズポロクラブ) ブランドビジュアル（2022年9月13日 - ） - 秋の新作ブランドモデル[92]

### アプリケーション
- MAPLUSキャラdeナビ MAPLUS「NMB48白間美瑠キャラチェンジセット」（2019年9月20日配信開始、エディア）[93]

### ミュージックビデオ
- Miyuu「Summer in love」（2024年）[94]

### ファッションショー
- KANSAI COLLECTION（京セラドーム大阪）
  - 2017 AUTUMN & WINTER（2017年8月30日）[95]
  - 2019 AUTUMN & WINTER（2019年8月27日）[96]
  - 2020 SPRING & SUMMER（2020年3月1日）[97]
  - 2021 SPRING & SUMMER（2021年3月7日）[98]
  - 2021 AUTUMN & WINTER（2021年9月5日）[99]
  - 2022 SPRING & SUMMER（2022年3月5日）[100]
  - 2023 SPRING & SUMMER（2023年3月4日）[101]
  - 2024 SPRING & SUMMER（2024年3月20日）[102]
  - 2024 AUTUMN＆WINTER（2024年8月1日）[103]
  - 2025 SPRING & SUMMER（2025年3月2日）[104]
- SAPPORO COLLECTION
  - 2022 SPRING / SUMMER（2022年5月29日、札幌コンベンションセンター）[105]
  - 2022 AUTUMN / WINTER（2022年10月29日、北海道立総合体育センター） - スペシャルゲスト[106]

### イベント
- 豆腐プロレス The REAL 2017 WIP CLIMAX in 後楽園ホール（2017年8月29日、後楽園ホール） - 道頓堀白間 役[107]
- 豆腐プロレス The REAL 2018 WIP QUEENDOM in 愛知県体育館（2018年2月23日、愛知県体育館） - 道頓堀白間 役[108]
- Snex/Sneaker Expo 2023 Yokohama（2023年12月16日、パシフィコ横浜） - MC[109]

## 書籍

### 雑誌連載
- 月刊エンタメ（2013年3月30日 - 、徳間書店） - 「なんばガールズコレクション」を吉田朱里と共同連載。
- SNOW ANGEL（2017年11月19日 - 2018年4月15日、MoVe・日之出出版） - 「ガールズスノーボーダーへの道」を連載[110]
- ワンダーフォーゲル（2019年3月9日 - 2020年1月10日、山と溪谷社） - 「NMB48白間美瑠クライマー化計画！」を連載[111]

### Web連載
- ウォーカープラス（2021年5月13日 - 6月25日、角川マガジンズ） - 「みるみる道場」を連載[112][113]

### 写真集
- LOVE RUSH（2019年6月19日、集英社、撮影：中村和孝）ISBN 978-4-08-780916-9[114]
- REBORN（2021年7月7日、ワニブックス、撮影：アンディ・チャオ）ISBN 978-4-8470-8364-8[115]
- Aventure（2023年6月7日、集英社、撮影：東京祐）ISBN 978-4-08-790127-6[40]